# Peter Doherty (piłkarz)
Peter Dermot Doherty (ur. 5 czerwca 1913 w Magherafelt, zm. 6 kwietnia 1990 w Poulton-le-Fylde) – północnoirlandzki piłkarz występujący na pozycji obrońcy.

## Kariera klubowa
W swojej karierze Doherty reprezentował barwy zespołów Coleraine, Glentoran, Blackpool, Manchester City, Derby County, Huddersfield Town oraz Doncaster Rovers. Wraz z Manchesterem w 1937 roku zdobył mistrzostwo Anglii, a z Derby w 1946 roku Puchar Anglii.

## Kariera reprezentacyjna
W reprezentacji Irlandii Północnej Doherty zadebiutował 6 lutego 1935 w przegranym 1:2 meczu British Home Championship z Anglią. 10 listopada 1937 w zremisowanym 1:1 British Home Championship ze Szkocją strzelił pierwszego gola w kadrze. W latach 1935–1950 w drużynie narodowej rozegrał 16 spotkań i zdobył 3 bramki.

## Kariera trenerska
Karierę trenerską Doherty rozpoczął w 1949 roku jako grający trener Doncaster Rovers. W 1953 roku, po zakończeniu kariery piłkarskiej, pozostał w klubie tylko jako trener. Pracował tam 1958 roku. W międzyczasie, w 1951 roku został selekcjonerem reprezentacji Irlandii Północnej. W roli tej zadebiutował 6 października 1951 w przegranym 0:3 pojedynku British Home Championship ze Szkocją.
Prowadzona przez Doherty'ego kadra Irlandii Północnej zakwalifikowała się na mistrzostwa świata. Pod jego wodzą rozegrała na nich pięć spotkań: z Czechosłowacją (1:0), Argentyną (1:3), RFN (2:2), Czechosłowacją (2:1) oraz Francją (0:4), po czym zakończyła turniej na ćwierćfinale.
Reprezentację Irlandii Północnej trenował do 1962 roku. Łącznie poprowadził ją w 51 spotkaniach. W latach 1958–1960 Doherty był też szkoleniowcem angielskiego Bristolu City.